# W. John Hutchins
William John Hutchins (* 27. Januar 1939 in St Pancras, London; † 19. Januar 2021) war ein britischer Sprachwissenschaftler mit dem Arbeitsschwerpunkt Maschinelle Übersetzung.

## Leben
William John Hutchins wurde als Kind von William Arthur Hutchins (1907–1972) und Frances Helen Read (1913–2001) in London geboren. Hutchins war ab 1996 mit Hillary Turnell verheiratet und hatte einen Sohn (* 1970).
W. John Hutchins studierte Deutsch und Französisch an der University of Nottingham und schloss dieses Studium im Jahr 1960 mit einem Bachelor of Arts ab. Danach folgte von 1960 bis 1962 ein Diploma in Librarianship (Bibliothekswesen) am University College London. W. John Hutchins arbeitete von 1962 bis 1965 als Assistant Librarian (Bibliothekar) an der Durham University und im Anschluss von 1965 bis 1971 als Assistant Librarian an der University of Sheffield. Von 1971 bis 1980 war er bei der University of East Anglia als Senior Assistant Librarian angestellt, von 1980 bis 1998 als Sub-Librarian. Im Jahr 2000 erlangte er einen Ph.D. an der University of East Anglia. W. John Hutchins verfasst seit 1963 zahlreiche Artikel und Publikationen zum Thema Maschinelle Übersetzung und veröffentlicht diese in diversen Fachzeitschriften.

## Funktionen
- Herausgeber der UEA Papers in Linguistics (University of East Anglia, Norwich) (1976–1992)
- Herausgeber des Newsletters MT News International (1992–1997)
- Präsident der European Association for Machine Translation (EAMT) (1995–2004)
- Präsident der International Association for Machine Translation (IAMT) (1999–2001)
- Herausgeber des Compendium of Translation Software (1999–2012)

## Auszeichnungen
W. John Hutchins wurde im Jahr 2001 mit dem Award of Honour der International Association for Machine Translation ausgezeichnet.

## Publikationen (Auswahl)
- Machine translation: past, present, future. Chichester, Ellis Horwood 1986
- Zusammen mit Harold L. Somers: An introduction to machine translation. London, Academic Press 1992
- Early Years in Machine Translation: Memoirs and biographies of pioneers. Amsterdam/Philadelphia, John Benjamins Publishing Company 2000